# Vrijheidsstrijder
Dit overzicht is mogelijk incompleet; u kunt helpen door het uit te breiden.

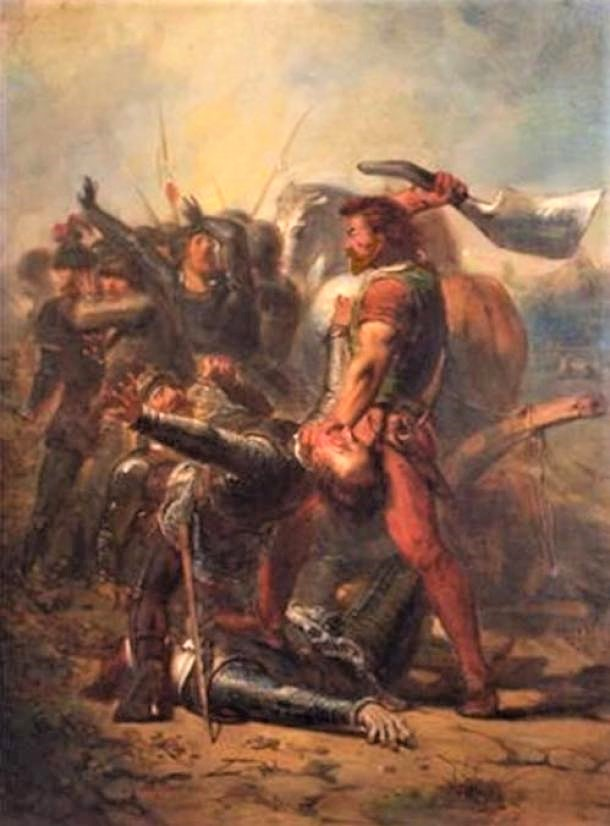
Grote Pier, Friese vrijheidsstrijder

Een vrijheidsstrijder is een krijger, rebel of activist die zich inzet voor de vrijheid van een onderdrukte bevolkingsgroep. Vaak beschouwt een bepaalde groepering of bevolkingsgroep een persoon of een groep personen als een vrijheidsstrijder terwijl deze door anderen als opstandeling, militant of terrorist bestempeld wordt. De term is in die hoedanigheid niet geheel neutraal, maar wordt vaak gebruikt.